# Richard Breitenfeld

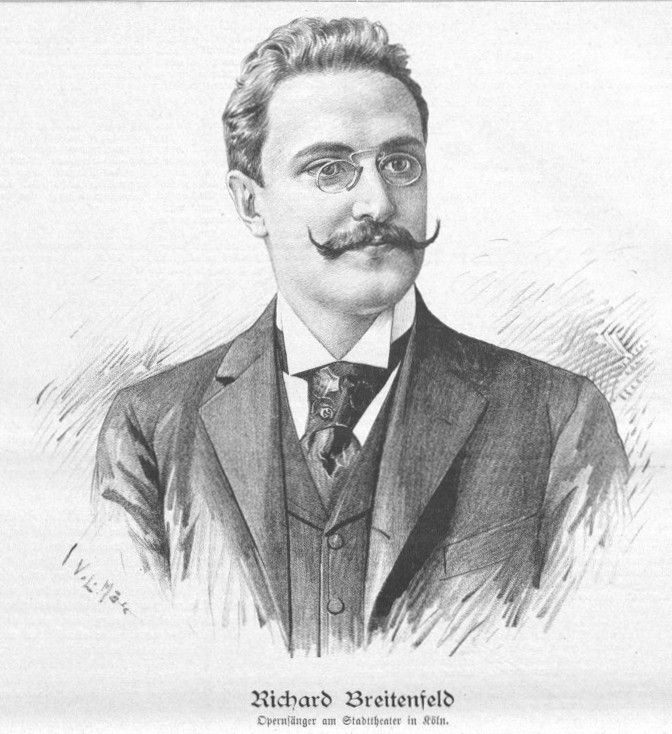
Richard Breitenfeld

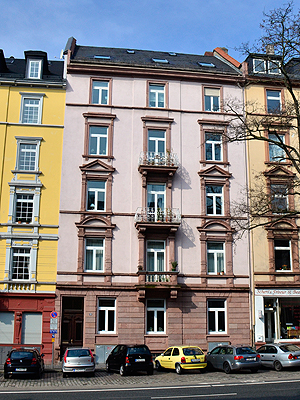
Haus Eschenheimer Landstr 79

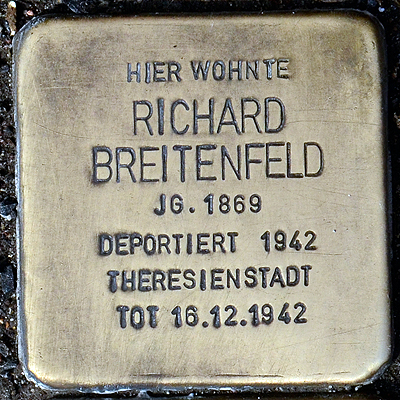
Stolperstein an der Eschersheimer Landstr 79 für Breitenfeld Richard

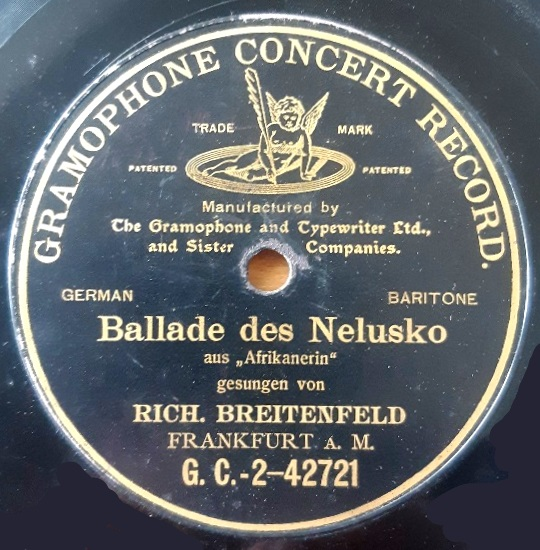
Schallplatte von Richard Breitenfeld (Frankfurt a. M. 1903)

Richard Breitenfeld (geboren 13. Oktober 1869 in Reichenberg, Böhmen, Österreich-Ungarn; gestorben 16. Dezember 1942 im Ghetto Theresienstadt) war ein österreichisch-deutscher Opernsänger (Bariton) böhmischer Herkunft mit langjähriger Karriere an der Frankfurter Oper.

## Leben
Der aus Nordböhmen stammende Breitenfeld erhielt eine kaufmännische Lehre. Anschließend arbeitete er als Arbeiter in einer Fabrik. Seine künstlerische Ausbildung erhielt Breitenfeld vom Stimmlehrer Johann Reß. Am 17. Januar 1897 gab Richard Breitenfeld sein Debüt am Kölner Stadttheater mit dem Grafen Luna in Giuseppe Verdis Il trovatore. Im Mai 1901 trat Breitenfeld erstmals während Musikfestspielen in Magdeburg auf. 1902 wechselte er ans Stadttheater von Frankfurt am Main. Über drei Jahrzehnte gehörte Breitenfeld dem Ensemble der Oper Frankfurt an. 1903 nahm der Böhme auch erstmals an den Bayreuther Festspielen teil.
Breitenfelds wichtigsten Gesangspartien in 36 Jahren Bühnentätigkeit wurden der Rigoletto, der Figaro und der Tannhäuser. 1912 machte er Furore mit seiner Mitwirkung in der Welturaufführung von Franz Schrekers Der ferne Klang. Zur selben Zeit, in den letzten vier Jahren vor Ausbruch des Ersten Weltkriegs, nahm Breitenfeld für die Firmen Odeon und His Master’s Voice Schallplatten auf.
Breitenfeld musste seine Karriere 1932 wegen seiner starken Kurzsichtigkeit beenden und lebte als Pensionär und Gesanglehrer in Frankfurt. Da er Jude war, wurde nach 1933 seine Pension gekürzt, später mussten seine Frau Olga und er ihr Mobiliar verkaufen und zwangsweise in die Hansaallee 7 in Frankfurt ziehen. Am 1. September 1942 wurde das Ehepaar nach Theresienstadt deportiert, wo sie bald darauf starben.
Die ersten Aufnahmen machte Breitenfeld für G&T (Frankfurt a. M. 1903 und 1906), weitere Aufnahmen entstanden für Odeon (Berlin 1911) und Gramophone (Berlin 1913). 1932 entstanden beim Reichssender Frankfurt a. M. Gesamtaufnahmen von Debussys „Pelléas et Mélisande“ sowie Puccinis „Gianni Schicchi“, bei denen er mitwirkt.